# Johann Friedrich Horner

Johann Friedrich Horner

Johann Friedrich Horner (* 27. März 1831 in Zürich; † 20. Dezember 1886 ebenda) war ein Schweizer Ophthalmologe.

## Leben
Horner studierte ab 1849 an der Universität Zürich Medizin, zu seinen Lehrern zählten Karl Ewald Hasse und Ernst Hasse. 1854 wurde er Mitglied, später Ehrenmitglied des Corps Tigurinia. 1854 wurde er promoviert. Studienreisen führten ihn nach Prag, Dresden, Leipzig und Halle. In Wien arbeitete er bei Eduard Jäger von Jaxtthal. Später wurde er Assistent bei Albrecht von Graefe und Louis-Auguste Desmarres in Paris. In Zürich eröffnete Horner 1856 eine Arztpraxis. Er habilitierte sich für Augenheilkunde. 1862 wurde Horner zum a.o. Professor und Direktor der Ophthalmologische Klinik Zürich ernannt. Ab 1873 war er o. Professor. 1869 beschrieb er das nach ihm benannte Horner-Syndrom, eine auch von Claude Bernard berichtete Augenmuskellähmung. Zu seinen Schülern zählt der Lausanner Augenarzt und Politiker Marc Dufour (1843–1910). Er starb mit 55 Jahren an den Folgen eines Schlaganfalls.

## Werke
- Zur Retinalerkrankung bei Morbus Brightii. 1863
- Ein Fall von Periostitis orbitae und Perineuritis nervi optici. 1863
- Tumor retinae. 1863
- Fremde Körper in der Iris. 1863
- Carcinom der Dura mater. Metastase der Mm. recti Exophthalmus. 1864
- Colobom des Augenlids mit Zahlreichen Dermoidgeschwülsten. 1864
- Eine kleine Epidemie von Diphteritis conjunctivae. 1869
- Zur Behandlung des Keratoconus. 1869
- Ueber eine Form von Ptosis. In: Klinisches Monatsblatt für Augenheilkunde. Band 7, 1869, S. 193–198
- Tumoren in der Umgebung des Auges. 1871
- Ueber Herpes corneae. 1871
- Refractionsänderungen. 1873
- Desinficierende Behandlung einiger Hornhauterkrankungen. 1874
- Ueber den anatomischen Befund bei entzündlichem Kapselcataract. 1874
- Keratitis mycotica. 1874